# Natxo Sorolla Vidal
Natxo Sorolla Vidal (Pena-roja de Tastavins, 25 de novembre de 1980) és un sociòleg i sociolingüista. És doctor cum laude en Sociologia per la Universitat de Barcelona en l'especialitat d'Estructura i Canvi Social, professor associat de la Universitat Rovira i Virgili, col·laborador de la Universitat Oberta de Catalunya (UOC), professor visitant a la Universitat de Perpinyà i tècnic de la Xarxa CRUSCAT i investigador del CUSC-UB (Centre de Recerca en Sociolingüística i Comunicació de la Universitat de Barcelona).
És especialista en anàlisi de xarxes socials i sociolingüística, i ha fet recerca sobre el procés de substitució lingüística del català a la Franja de Ponent. La seua tesi està centrada en els usos lingüístics dels preadolescents de les comarques centrals de la Franja de Ponent des de l'anàlisi de xarxes i li va valdre el premi Ensaïmada Lingüística (2016) de la Facultat d'Economia de la Universitat de Barcelona (UB). Entre altres projectes i publicacions, destaca la seua participació en l'explotació i difusió de resultats de les enquestes d'usos lingüístics de diferents territoris de llengua catalana.